# Denis Alexandrowitsch Baranzew
Denis Alexandrowitsch Baranzew (russisch Денис Александрович Баранцев; * 12. April 1992 in Toljatti) ist ein russischer Eishockeyspieler, der seit Mai 2020 bei Lokomotive Jaroslawl in der Kontinentalen Hockey-Liga unter Vertrag steht.      

## Karriere
Denis Baranzew begann seine Karriere als Eishockeyspieler in seiner Heimatstadt in der Nachwuchsabteilung des HK Lada Toljatti, für dessen zweite Mannschaft er in der Saison 2008/09 in der drittklassigen Perwaja Liga aktiv war. In den folgenden beiden Jahren spielte der Verteidiger für das Juniorenteam HK Scheriff in der multinationalen Nachwuchsliga Molodjoschnaja Chokkeinaja Liga. In der Saison 2011/12 gab er sein Debüt für die Profimannschaft des OHK Dynamo in der Kontinentalen Hockey-Liga. Parallel spielt er für dessen Juniorenteam HK MWD weiterhin in der MHL.
2012 und 2013 gewann Baranzew die Meisterschaft der KHL mit Dynamo, den Gagarin-Pokal.
Im Juli 2014 kehrte Baranzew zu seinem Heimatverein zurück, im Gegenzug erhielt der HK Dynamo Moskau ein Wahlrecht für den KHL Junior Draft 2015. Für Lada absolvierte er in der Saison 2014/15 56 KHL-Partien, in denen er 10 Scorerpunkte sammelte. Anschließend wechselte er wieder zum HK Dynamo Moskau zurück. Nach durchwachsenen Leistungen zu Beginn der Saison 2016/17 wurde er im Dezember 2016 an Torpedo Nischni Nowgorod abgegeben. Bei Torpedo gehörte er in den folgenden drei Jahren zu den punktbesten Verteidigern im Team und wurde daher in der Saison 2018/19 einmal als KHL-Verteidiger der Woche ausgezeichnet und für das KHL All-Star Game 2019 nominiert. Zudem führte er sein Team in der Saison 2019/20 als Kapitän aufs Eis. 
Im Mai 2020 lief sein Vertrag bei Torpedo aus und Baranzew erhielt einen Vertrag bei Lokomotive Jaroslawl.

### International
Für die russische Eishockeynationalmannschaft nahm Baranzew an der Euro Hockey Tour 2014/15 und 2018/19 teil.

## Erfolge und Auszeichnungen
- 2012 Gagarin-Pokal-Gewinn mit dem OHK Dynamo
- 2013 Gagarin-Pokal-Gewinn mit dem HK Dynamo Moskau
- 2019 Teilnahme am KHL All-Star Game